# Dean Thompson
Dean Thompson er en dansk reggae-sanger, der fik sit gennembrud med radiohittet "Når du ser på mig", der gik guld i streaming i september 2014.
Dean Thompson er en del af Donkey Sound, og før han skrev sin pladekontrakt prøvede han også at rappe på engelsk. Andensinglen "Vender om" blev udgivet i oktober 2014, og er forløber for debutalbummet, som vil blive udgivet i starten af 2015 hos Sony Music.

## Diskografi

### EP'er
- Dean Thompson (2015)

### Singler
| År   | Titel               | Højeste placering | Certificering      |
| År   | Titel               | Danmark           | Certificering      |
| ---- | ------------------- | ----------------- | ------------------ |
| 2014 | "Når du ser på mig" | 12                | - Guld (streaming) |
| 2014 | "Vender om"         |                   |                    |
| 2015 | "Top til tå"        |                   |                    |